# Беляки (Гродненская область)
Беляки́ (бел. Белякі) — деревня в Вензовецком сельсовете Дятловского района Гродненской области Белоруссии. По переписи населения 2009 года в Беляках проживало 64 человека. Площадь сельского населённого пункта составляет 73,57 га, протяжённость границ — 9,10 км.

## География
Беляки расположены в 13 км к югу от Дятлово, 157 км от Гродно, 14 км от железнодорожной станции Новоельня.

## История
В 1897 году Беляки — деревня в Роготненской волости Слонимского уезда Гродненской губернии (27 домов, 163 жителя). В 1905 году — 188 жителей.
В 1921—1939 годах Беляки находились в составе межвоенной Польской Республики. В 1923 году — 33 хозяйства, 159 жителей. В сентябре 1939 года Беляки вошли в состав БССР.
В 1996 году Беляки входили в состав Гербелевичского сельсовета и колхоза «Новая жизнь». В деревне имелось 91 хозяйство, проживало 177 человек.
13 июля 2007 года деревня была передана из ликвидированного Гербелевичского в Вензовецкий сельсовет.

## Транспорт
Через деревню проходят регулярные автобусные маршруты:
- Дятлово — Малые Шестаки
- Дятлово — Талевичи